# Gregarinidra vegae
Gregarinidra vegae är en mossdjursart som först beskrevs av Silén 1941.  Gregarinidra vegae ingår i släktet Gregarinidra och familjen Flustridae. Inga underarter finns listade i Catalogue of Life.